# Институт социально-экономических и политических исследований
Институт социально-экономических и политических исследований — российский некоммерческий фонд.

## История
Учреждён в 2012 году выходцами из администрации президента
До конца 2015 года являлся одним из операторов президентских грантов на поддержку некоммерческого сектора. На 2016 годовой бюджет оценивался в 125 миллионов рублей, составляется из пожертвований компаний и частных лиц.
С августа 2012 года фонд ИСЭПИ возглавляет Дмитрий Бадовский.
По состоянию на 2013 год, фонду напрямую или опосредованно принадлежали: Однако, Kontr TV, Взгляд (в 2017 году владельцем стал Экспертный институт социальных исследований) и Дни.ру.
В 2015 году ИСЭПИ учредил журнал "Историк", выходящий при финансовой поддержке ПАО "Транснефть".
В апреле 2015 года возглавил индекс аналитических и политологических центров России, составляемый Институтом современных медиа MOMRIInstiute.